# شهرودکلا
شهرودکلا، روستایی از توابع بخش مرکزی شهرستان قائم‌شهر در استان مازندران ایران است.
روستای شهرودکلا در انتهای جنوبی شهر و پنج کیلومتری قائمشهر واقع شده است. این روستا در همسایگی روستای متانکلا ،واسکس و هفت تن قرار دارد. شهرودکلا روستایی مرتفع دارای چشم انداز مسلط بر شهر می باشد. روستای شهرودکلا از دو طائفه شهرودی و خنار( خنکدار) تشکیل شده است. 
این روستا بر روی تپه های سر سبز و نیمه جنگلی با باغات مرکبات قرار گرفته است که شغل اصلی اهالی در گذشته کشاورزی و دامپروری سنتی بوده است . در حال حاضر نیز علاوه بر کشاورزی و دامپروری صنعتی بسیاری از افراد روستا در ادارات دولتی مشغول به کار می باشند.
روستای شهرودکلا از سمت جنوب به جنگلهای انجیل سی و خیپوس متصل می‌باشد. عمده درختانی که این جنگل‌ها را پوشانده‌اند عبارتند از: ممرز ، افرا، انجیلی، راش ، ملج، خرمندی، کنس ، ولیک، توسکا، کراد و نمدار.

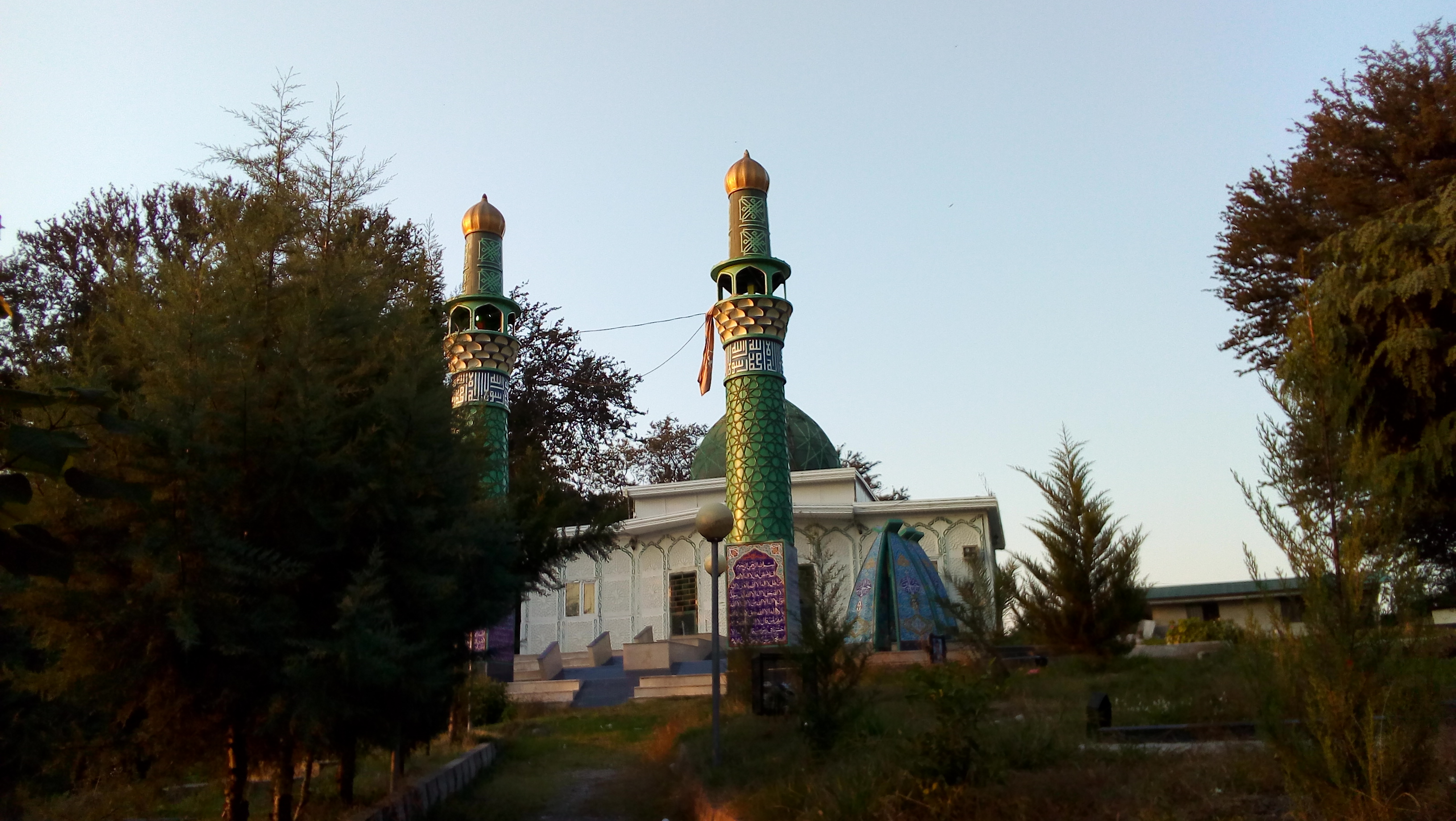
بقعه امام‌زاده سید قوام‌الدین، امام‌زاده و قبرستان روستا که بسیاری از مراسمات و گردهمایی‌ها در آن و مسجد جامع مجاور آن برگزار می‌گردد.

## جمعیت
این روستا در علی‌آباد قرار داشته و بر اساس آخرین سرشماری مرکز آمار ایران که در سال ۱۳۸۵ صورت گرفته، جمعیت آن ۹۵۹ نفر (۲۴۸ خانوار) بوده‌است.